# مگان جیل راسل
مگان جیل راسل (انگلیسی: Megan Jill Russell) مهندس پزشک و دانشمند در زمینه مهندسی برق است.